# Teatre-Auditori de l'Orfeó Martinenc
El Teatre-Auditori de l'Orfeó Martinenc és un espai teatral ubicat en el número 97 de l'Avinguda de la Meridiana de Barcelona, en el primer pis de l'Orfeó Martinenc.
És un espai polivalent, amb grades retràctils, adequat per a fer-hi concerts i teatre.
Va ser inaugurat, conjuntament amb la resta de l'edifici l'any 2002. Aquest espai va substituir l'antic teatre que datava de 1910.